# Falls of Halladale
Falls of Halladale fue una bricbarca de cuatro mástiles con casco de hierro, construida en Greenock (Escocia) en 1886 para la Falls Line de Glasgow. Se dedicaba al comercio de larga distancia de cargas a granel. El 14 de noviembre de 1908 naufragó en la costa australiana, cerca de Peterborough (Victoria), debido a la negligencia del capitán.

## Hundimiento
El Falls of Halladale es mejor conocido por su naufragio cerca de Peterborough, Victoria, en la costa de los naufragios de Victoria, Australia. En la noche del 14 de noviembre de 1908, en medio de una densa niebla, chocó directamente contra las rocas debido a un error de navegación. La tripulación de 29 personas abandonó el barco de manera segura y todos llegaron a tierra en bote, dejando el barco naufragando con las velas aún izadas. Durante semanas después del naufragio, grandes multitudes se reunieron para ver el barco mientras gradualmente se rompía y se hundía en aguas poco profundas.

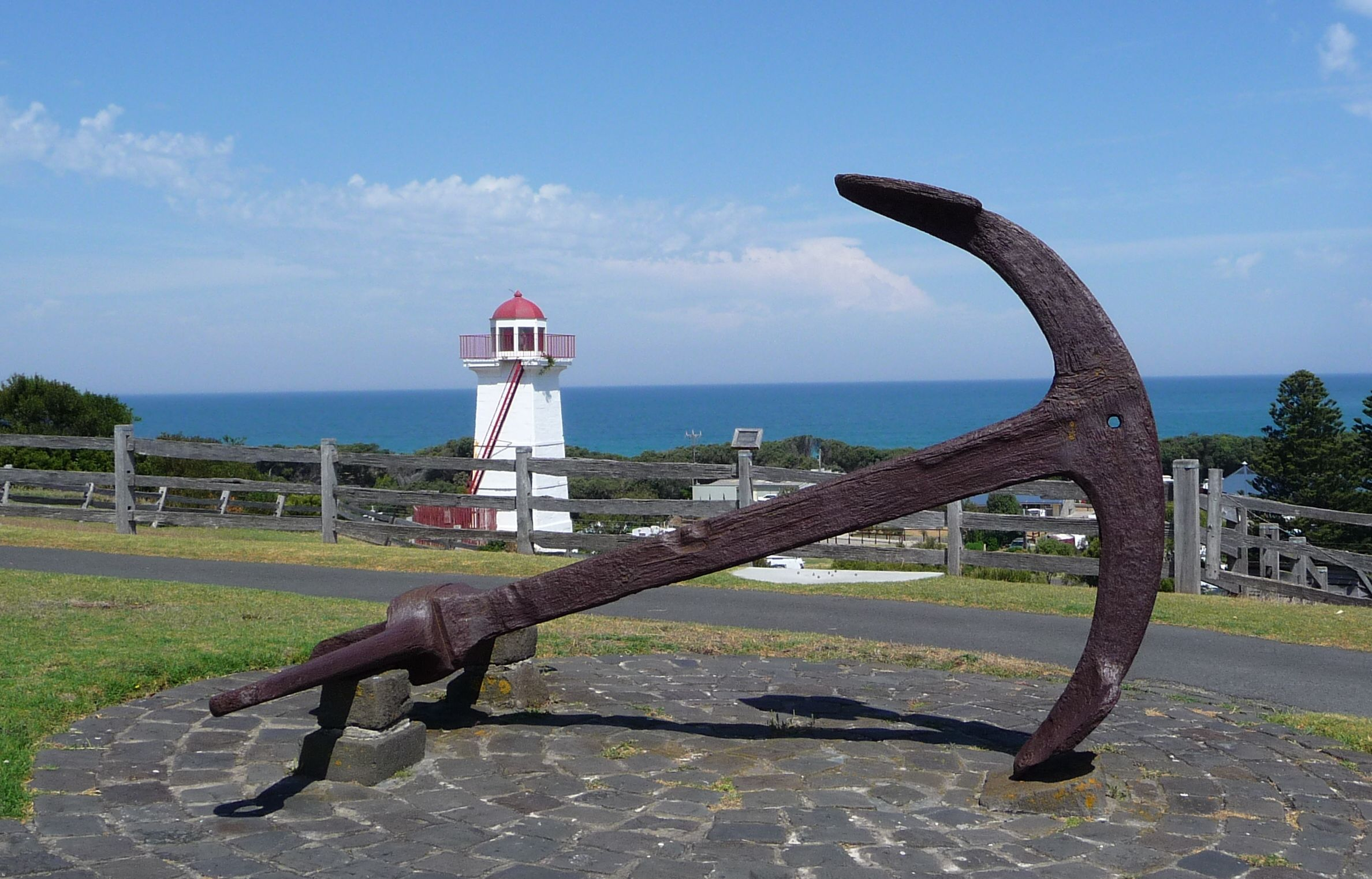
Ancla del Falls of Halladale en Warrnambool

Poco después del accidente, el capitán del barco, el capitán David Wood Thomson, fue llevado ante un Tribunal de Investigación Marítima en Melbourne. Fue declarado culpable de un grave acto de mala conducta, ya que navegó descuidadamente en el barco, no realizó los sondeos adecuados y no colocó el barco amurado a babor antes de que fuera demasiado tarde para evitar el naufragio. El castigo del Capitán Thomson incluyó una pequeña multa y una suspensión de seis meses de su Certificado de Competencia como Capitán.
Hoy en día, los restos del Falls of Halladale son un destino popular para los buceadores recreativos. Los buceadores pueden acceder fácilmente a los restos del pecio, a unos 300 m de la costa, en una profundidad de agua de entre 3 y 15 m. El casco se encuentra sobre su lado de estribor colapsado. Parte del cargamento original de 56.763 tejas de tejado permanece en el lugar del accidente, junto con masas corroídas de lo que solían ser bobinas de alambre de púas. En la década de 1980 se recuperaron veintidós mil pizarras y se utilizaron para proporcionar techos en Flagstaff Hill Maritime Village en Warrnambool. Una de sus anclas fue recuperada en 1974 y está en exhibición en el pueblo. El pecio es un naufragio histórico legalmente protegido.